# Black River Falls, Wisconsin
Black River Falls este o localitate, o municipalitate și sediul comitatului Jackson, statul  Wisconsin,  Statele Unite ale Americii.
1. ↑  2010 U.S. Gazetteer Files, accesat în 9 iulie 2020